# 奧特萊克 (密歇根州)
奧特萊克（英語：Otter Lake）是位於美國密歇根州傑納西縣福雷斯特鎮區及拉皮爾縣馬拉松鎮區的一個村。

## 人口
根據2020年美國人口普查的數據，奧特萊克的面積為2.15平方千米，當中陸地面積為1.94平方千米，而水域面積為0.21平方千米。當地共有人口426人，而人口密度為每平方千米198人。